# Tramways Sport Club (Recife)
Pour les articles homonymes, voir Tramways Sport Club.
Maillots
Le Tramways Sport Club, plus couramment abrégé en Tramways, est un ancien club brésilien de football fondé en 1934 et disparu en 1943, et basé dans la ville de Recife, dans l'État du Pernambouc.
Le club jouait ses matchs à domicile au Campo da Jaqueira.
Il est la section football du club omnisports du même nom, aujourd'hui également disparu.

## Histoire
Le Tramways Sport Club est fondé le 23 avril 1934 dans le quartier de Torre (à l'ouest de Recife) par des responsables de la société anglaise Tramways & Power Company Limited (le club est le fruit de la fusion de trois équipes internes à l'entreprise, l'Aurora Sport Club, le Tuiuty Força Sport Club et le Trafégo Sport Club), dédiée aux concessions liées à l'énergie et au transport ferroviaire dans la commune de Recife entre les années 1930 et 1940.
Il participe dès sa première saison au Campeonato Pernambucano, saison lors de laquelle il finit vice-champion de l'état.
Lors de la saison suivante, en 1936, le club devient champion de l'état avec sept points d'avance sur le Náutico, autre club de la ville. Il termine également champion pour la deuxième année consécutive lors de la saison suivante en 1937.
Le club a également remporté la Copa Torre, une compétition locale de la ville, à six reprises.
Le 14 septembre 1941, le club est invité pour inaugurer le Stade Presidente Vargas de Ceará lors d'un match contre le Ferroviário AC (défaite 1-0).

### Rivalité
Le Tramway entretenait des rivalités avec les autres équipes du quartier de Torre, à savoir l'Íbis Sport Club (le match entre les deux équipes était appelé le « Clásico Simpático ») et le Torre Sport Club (le match entre les deux équipes était appelé le « Clásico Barreirense »).
Ces trois clubs sont aujourd'hui disparus.

## Palmarès
| Compétitions nationales |
| --- |
| - Championnat du Pernambouc (2) : - Champion : 1936 et 1937. - Vice-champion : 1935. - Copa Torre (6) : - Vainqueur : 1934, 1935, 1936, 1937, 1938 et 1939. |

## Personnalités du club

### Présidents du club
- Conrad Riebsch

### Anciens joueurs du club
- Luiz Felipe
- Zé Tasso

## Identité du club
Ses surnoms étaient « Expresso da Torre » (à cause du quartier où il a été fondé) ou « Electric » (car il appartenait à une entreprise d'électricité).